# Campionato Amapaense 2022
Il Campionato Amapaense 2022 è stata la 77ª edizione della massima serie del campionato amapaense. La stagione è iniziata il 28 aprile 2022 e si è conclusa il 28 luglio successivo.

## Stagione

### Novità
Non essendovi alcuna retrocessione, alle sette partecipanti della scorsa stagione si è aggiunto l'Oratório, portando a otto il numero di squadre iscritte.

### Formato
Le otto squadre si affrontano dapprima in una prima fase, consistente in un girone da otto squadre. Le prime quattro classificate di tale girone, accederanno alla seconda fase che decreterà la vincitrice del campionato.
La formazione vincitrice, potrà partecipare alla Série D 2023, alla Coppa del Brasile 2023 e alla Copa Verde 2023. Nel caso la prima classificata sia già qualificate alla Série D, l'accesso alla quarta serie andrà a scalare.

## Risultati

### Prima fase
|  | Pos. | Squadra         | Pt | G | V | N | P | GF | GS | DR  |
|  | ---- | --------------- | -- | - | - | - | - | -- | -- | --- |
|  | 1.   | Trem            | 16 | 7 | 5 | 1 | 1 | 23 | 8  | +15 |
|  | 2.   | Independente-AP | 16 | 7 | 5 | 1 | 1 | 17 | 6  | +11 |
|  | 3.   | Santos-AP       | 16 | 7 | 5 | 1 | 1 | 15 | 7  | +8  |
|  | 4.   | Santana         | 10 | 7 | 3 | 1 | 3 | 15 | 15 | 0   |
|  | 5.   | Oratório        | 10 | 7 | 3 | 1 | 3 | 13 | 14 | -1  |
|  | 6.   | Ypiranga-AP     | 6  | 7 | 2 | 0 | 5 | 11 | 20 | -9  |
|  | 7.   | Macapá          | 4  | 7 | 1 | 1 | 5 | 14 | 17 | -3  |
|  | 8.   | San Paolo-AP    | 3  | 7 | 1 | 0 | 6 | 5  | 27 | -22 |

Legenda:
      Ammessa alla seconda fase.
Note:
Tre punti a vittoria, uno a pareggio, zero a sconfitta.

### Seconda fase
|  | Semifinali | Semifinali      | Semifinali |  |  | Finale          | Finale          | Finale | Finale | Finale |  |
|  |            |                 |            |  |  |                 |                 |        |        |        |  |
|  | 2          | Independente-AP | 1          |  |  |                 |                 |        |        |        |  |
|  | 3          | Santos-AP       | 1          |  |  | Independente-AP | Independente-AP | 2      | 1      | 3 (8)  |  |
|  | 1          | Trem            | 2          |  |  | Trem (dtr)      | Trem (dtr)      | 2      | 1      | 3 (9)  |  |
|  | 4          | Santana         | 2          |  |  |                 |                 |        |        |        |  |